# Macrocentrus nigriceps
Macrocentrus nigriceps är en stekelart som beskrevs av Szepligeti 1914. Macrocentrus nigriceps ingår i släktet Macrocentrus och familjen bracksteklar. Inga underarter finns listade i Catalogue of Life.